# Pisang (Setia)
Pisang is een bestuurslaag in het regentschap Aceh Barat Daya van de provincie Atjeh, Indonesië. Pisang telt 660 inwoners (volkstelling 2010).